# 始基子宫
始基子宫（英語：Primordial Uterus），也称痕迹子宫，是一种妇科生理缺陷，是双侧副中肾管融合不久即停止发育所致，卵巢多发育正常。
患者子宫体极小，仅有1-3厘米，多数无宫腔或为实体肌性子宫，偶见始基子宫有宫腔和内膜，常合并先天性无阴道。症状包括原发性闭经或不孕，因无子宫内膜发育，没有月经来潮，很难受孕。有宫腔和内膜的实体性始基子宫，若宫腔闭锁或无阴道者，会伴有周期性、进行性下腹疼痛。
目前无特别有效治疗方法。有宫腔和内膜的始基子宫，无阴道者先行阴道成形术，宫腔与阴道贯通后，可给予雌激素促进子宫发育。